# Notazione di Leibniz
La notazione di Leibniz per la derivata totale è {\displaystyle {\frac {\mathrm {d} y}{\mathrm {d} x}}} o anche {\displaystyle {\frac {\operatorname {d} \!f(x)}{\operatorname {d} \!x}}}

## Storia
Questa è la più antica notazione di derivata tuttora in uso e fu introdotta da Leibniz tra il 1675 e il 1676; {\displaystyle \operatorname {d} y} e {\displaystyle \operatorname {d} x} sono i simboli usati da Leibniz per gli infinitesimi che egli aveva posto alla base del calcolo che fu per questo detto infinitesimale. In un primo tempo aveva indicato l'infinitesimo con {\displaystyle x \over d} ma poi optò per {\displaystyle \operatorname {d} x} (leggi de-ics).
Nel XIX secolo gli infinitesimi furono banditi dall'analisi matematica, in seguito alla riformulazione di Augustin Cauchy e Karl Weierstrass basata sul concetto di limite; la notazione di Leibniz avrebbe dovuto di conseguenza essere abbandonata, e in effetti oggi è molto diffusa la meno ingombrante notazione di Lagrange; nonostante questo i simboli {\displaystyle \operatorname {d} y}, {\displaystyle \operatorname {d} x} e consimili sono rimasti in uso con il nuovo nome di differenziali sia in matematica sia in fisica.
Con la rifondazione dell'analisi operata da Abraham Robinson, tra il 1960 e il 1966, con il nome di analisi non standard, basata appunto sul ritorno degli infinitesimi, ci si poteva aspettare un rilancio della notazione di Leibniz, ma così non è stato; nei testi di analisi non standard vengono usati di preferenza simboli nuovi (p.es. ε e η per gli infinitesimi) o ancora quello di Lagrange.
La simbologia di Leibniz, inoltre, è la più utilizzata quando si deve rappresentare la derivata parziale. Tale notazione prevede che si sostituisca {\displaystyle \partial } alla classica {\displaystyle d}, in questo modo:
{\displaystyle {\frac {\partial f(x,y)}{\partial x}}}.

## Notazione per le derivate successive
{\displaystyle {\frac {\operatorname {d} ^{2}y}{\operatorname {d} x^{2}}}}, 
{\displaystyle {\frac {\operatorname {d} ^{3}y}{\operatorname {d} x^{3}}}}, 
...
{\displaystyle {\frac {\operatorname {d} ^{n}y}{\operatorname {d} x^{n}}}}.
Per le derivate successive la notazione di Leibniz prevede l'uso di un esponente per la {\displaystyle \operatorname {d} } al numeratore e per la {\displaystyle x} al denominatore.